# Contea di Bentheim

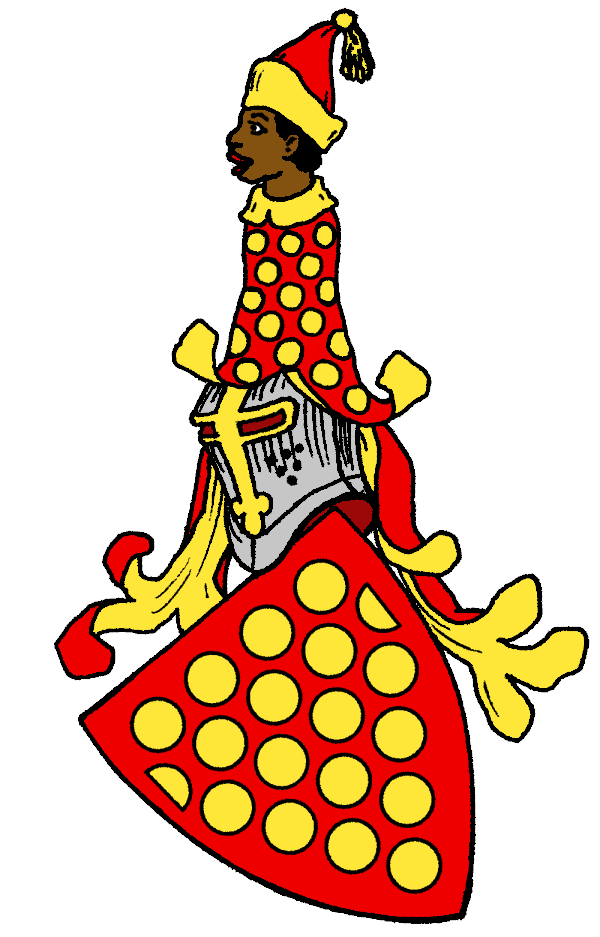
Stemma della casa di Bentheim

La contea di Bentheim (in tedesco Grafschaft Bentheim) fu una contea del Sacro Romano Impero, situata nell'attuale sud-ovest della Bassa Sassonia, in Germania. I confini della contea corrispondevano in gran parte all'attuale circondario della Contea di Bentheim. Originariamente la contea vantava diversi feudi, situati lungo le rive dei fiumi che solcano le sue terre.

## Storia

La contea di Bentheim

La contea venne probabilmente fondata attorno al 1050 d.C., ma poco si sa sino al 1115.
Nel 1115, la contea passò ad Ottone, della casata di Salm. Sua figlia ed erede, la contessa Sofia, sposò Teodorico VI d'Olanda, ed essi governarono assieme la contea sino alla morte di Teodorico nel 1157. Sofia morì nel 1176, ed il titolo di conte passò al di lei figlio Ottone I. Nel 1263, Bentheim annetté la contea di Tecklenburg, e altri rami della famiglia di Bentheim annetterono numerosi territori nelle regioni di Rheda, Steinfurt e nei Paesi Bassi. Nel 1277, la contea di Bentheim venne divisa in Bentheim-Bentheim (comprendente la contea di Bentheim) e Bentheim-Tecklenburg (comprendente la contea di Tecklenburg).
I Goetterswyck acquistarono il titolo comitale del feudo immediato di Bentheim nel 1421 e successivamente si ripartiscono in tre rami sovrani; la contea divenne feudo immediato imperiale nel 1486. Nel 1544 Arnoldo II di Steinfurt, che aveva ereditata Bentheim nel 1530, si convertì al luteranesimo iniziando un lento processo di introduzione della riforma protestante nelle sue terre. 
Dal 1588 Bentheim divenne ufficialmente protestante e di seguito Tecklenburg (1589) e Steinfurt (1591). Alla morte del conte Arnoldo Giobbe (1643) la contea si divise nei rami di Steinfurt e di Bentheim. Nel 1815 le contee sovrane furono mediatizzate e ripartite tra l'Hannover (Bentheim) e la Prussia (Steinfurt).
La signoria di Rheda appartenne dal 1142 a Everwin, governatore monastico di Frekenhorst. Il successore Widukind (1185) fondò il convento di Marienfeld. La famiglia acquistò importanza con il matrimonio con i potenti conti von Werl, presso la corte ducale di Enrico il leone. Widukind acquistò la signoria e muore senza eredi diretti nella crociata ad Acri nel 1195. Ereditò il comando delle armi Bernardo II zu Lippe (1140-24) che divenne poi abate di Marienfeld e dopo vescovo di Semgallia in Lituania.

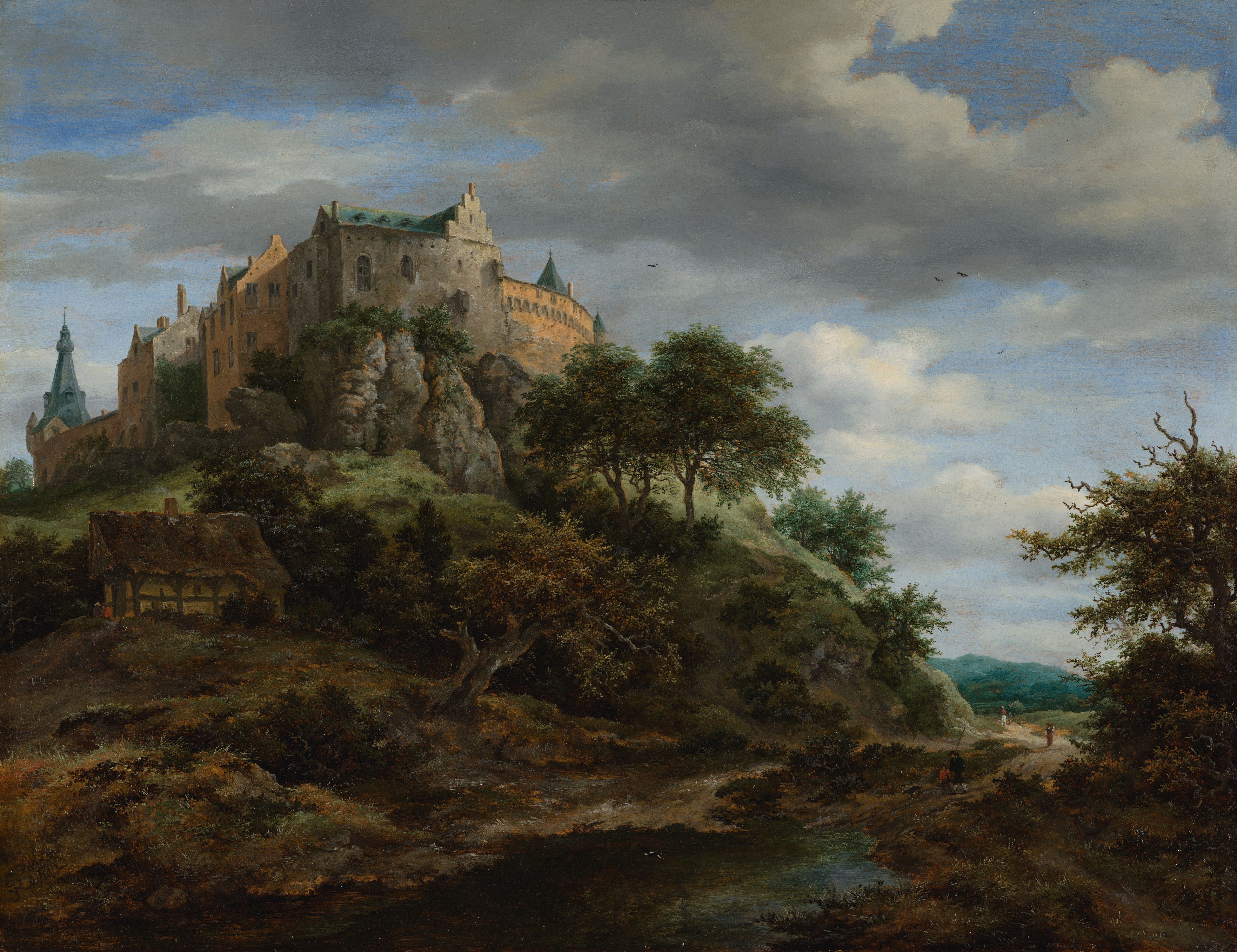
Castello di Bentheim (Jacob van Ruisdael, 1652)

- a) conti von Bentheim zu Bentheim in Bentheim:

Linea distaccatasi nel 1277, si estinse con Bernardo (1364-21); il conte Everwin I von Goetterswyk (1421-1454) ricevette in dote dalla moglie Merchtilda la contea di Steinfurt (1404). Alla sua morte il figlio primogenito Arnold (-1466) ereditò la contea di Tecklenburg e la signoria di Rheda, mentre al fratello Bernardo I (1454-73) rimase Bentheim la cui linea sovrana si estinse con Eberwin II (1473-30). Dal 13.12.1530 al 10.02.1643 fu riunita da Arnoldo II di Steinfurt.
Nel 1544, Arnoldo si convertì ufficialmente al Luteranesimo iniziando un lento processo di introduzione della riforma protestante a Bentheim e negli altri territori da lui governati. I primi sacerdoti protestanti fecero il loro ingresso a Bentheim nel 1587. L'anno successivo Bentheim divenne ufficialmente protestante iniziando il processo anche a Tecklenburg (1589) ed a Steinfurt (1591). Nel 1613, il conte Arnoldo Giobbe di Bentheim-Steinfurt creò l'Alto consiglio della chiesa per aiutare l'amministrazione spirituale a Bentheim.
Quando Arnoldo Giobbe morì nel 1643, la contea di Bentheim-Steinfurt venne divisa in Bentheim-Steinfurt e Bentheim-Bentheim, che comprese successivamente la contea di Bentheim. 
Nel 1643 con Filippo Corrado (1643-68) ritornò linea sovrana fino al 1803 con Nieuhaus e Schutoff. 
Nel 1753 il conte Federico Carlo Filippo (1731-03) è costretto ad ipotecare per 400.000 reichstalleri di debiti lo Stato all'Hannover per 30 anni; il contratto venne rinnovato nel 1783, ma le conquiste napoleoniche ruppero tale vincolo. 
Infatti, con il trattato del 12.05.1804, il conte rientrò in possesso dello Stato, dopo aver pagato un riscatto di 800.000 franchi alla Francia, nonostante le proteste della Gran Bretagna.
Lo Stato fu poi ceduto, con l'estinzione della linea con Federico Carlo Filippo, capo della casa dal 1731, a Ludovico di Steinfurt (1804-1.08.1806), per essere poi annesso al granducato di Berg (1807) e poi alla Francia (1810), quando dal 1813 passò all'Hannover. Nel 1803, Bentheim venne nuovamente unita a Bentheim-Steinfurt. Bentheim-Steinfurt venne divisa fra il Granducato di Berg e la Prussia nel 1806: al primo venne assegnata Bentheim ed alla seconda Steinfurt. Bentheim venne annessa dalla Francia nel 1810 assieme al Regno d'Olanda e molte altre regioni del Nord-Ovest della Germania. Il Congresso di Vienna, successivamente, garantì Bentheim all'Hannover.
- b) conti von Bentheim Tecklenburg zu Rheda:

La linea è generata dal conte Arnoldo III di Bentheim (1554-1606), figlio di Everwin III (1562). Alla sua morte il figlio Adolfo (-1625) si separò dal ramo principale di Bentheim.
Nel 1696, Federico Maurizio (1704-10) cedé la contea, a seguito di sentenza, ai conti von Solms Braunfels che la vendorono nel 1707 alla Prussia. I conti von Bentheim, tuttavia, mantennero il diritto del titolo feudale per sé ed i loro discendenti, e continuarono a regnare sulla signoria sovrana di Rheda, dopo aver acquisito nel 1701 la signoria di Hohenlimburg. 
Spossessati dalle mediatizzazioni (Hohenlimburg, nell'autunno 1806, e Rheda nel 1808), nel giugno 1817 furono elevati a principi prussiani con Emilio Federico Carlo (1806-37). 
La linea sussiste tuttora con il principe Maurizio Casimiro Widukind succeduto nel 1967 al padre principe Adolfo Maurizio Casimiro (1909-67), col figlio Carlo Gustavo.
- - b1) conti von Bentheim Lingen: linea costituitasi nel 1450 le cui terre furono annesse con la sua estinzione dalla Spagna nel 1555 che, nel secolo successivo le cedette agli Orange Nassau per essere poi annesse nel 1702 dal Brandeburgo.

- c) conti von Bentheim zu Steinfurt in Burg Steinfurt: la contea fu ereditata dalla famiglia nel 1404 e divienne una linea indipendente nel 1454, quando si distaccò da quella di Bentheim con Arnoldo I (1454-66). Nel 1544 lo staterello divenne luterano per opera di Arnoldo II (1498-44) cui successe il figliastro Everein III (-1562) e con la sua morte prematura il figlioletto Arnoldo III (-1606), sotto la reggenza della madre Anna di Tecklenburg. Arnold nel 1602 ricevette dalla moglie, Maddalena von Neunahr la signoria di Alpen (1602) e il titolo ereditario di Erbvogtei (Vicario) dell'elettore di Colonia.

Il figlio di Arnoldo Jobst, che introdusse il luteranesimo definitivamente nelle proprie terre, Ernesto Guglielmo (1643-93), fu notevolmente influenzato dalla personalità del principe vescovo Bernardo von Galen di Munster e si fece cattolico, portando un periodo di crisi nello Stato con l'espulsione di molti religiosi protestanti. Il figlio Ernesto (1693-13), per risolvere tale stato di cose, dovette convertirsi nel 1701 al luteranesimo e promulgare la costituzione di una nuova Chiesa riformata sulla base degli statuti della Chiesa di Lingen (continuandone l'uso fino al 1971). La linea era vassalla dell'elettore di Colonia per la signoria mediata di Alpen. I successori, dopo varie vicissitudini, regnarono sovrani fino al 1780 quando la contea passò al ramo di Bentheim.
- - c1) conti von Bentheim Alpen: linea autonoma costituitasi dal 1606 al 1629 quando fu riassorbita da Steinfurt. Unico membro fu il conte Federico Ludolfo (1606-29), figlio del conte Arnoldo che aveva sposato l'ereditiera della signoria di Alpen Maddalena von Neunahr.
  - c2) conti von Bentheim Limburg: linea autonoma dal 1606 al 1632 con il conte Corrado Gumberto. Venne riassorbita da Steinfurt.

## Stati di Bentheim
- Contea di Bentheim (c.1050 - 1277)
- Contea di Bentheim-Alpen (1606 - 1629)
- Contea di Bentheim-Bentheim (1277 - 1530, 1643 - 1753, 1753 - 1803)
- Contea di Bentheim-Bentheim e Bentheim-Steinfurt (1803 - 1806)
- Contea di Bentheim-Limburg (1606 - 1632)
- Contea di Bentheim-Lingen (1450 - 1555)
- Contea di Bentheim-Steinfurt (1454 - 1803)
- Contea di Bentheim-Tecklenburg (1277 - 1557)
- Contea di Bentheim-Tecklenburg-Rheda (1606 - 1806)

## Conti di Bentheim
- Ottone, (ca. 1140-1150 circa) Conte Palatino del Reno, Burgravio di Rheineck (della dinastia dei Wigerici) e Conte di Bentheim, per diritto matrimoniale;
- Sofia di Rheineck, (ca. 1150-1176) erede della Contea di Bentheim, figlia del precedente; sposò Teodorico VI, Conte d'Olanda, ( † 1157)

Gerulfingi
- Ottone I, (1176-1208)
- Baldovino I, (1208-1248)
- Ottone II, (1248-dopo il 1279), dal 1264, anche Conte di Tecklenburg
- Egberto I, (dopo il 1279-1311)
- Giovanni, (1305-1333)
- Simone I, (1333-1344)
- Ottone III, (1344-1364), rinuncia al trono
- Reinardo, (1364-1421)
  - Edvige (1347-1371) coreggente, sposò Everwin von Götterswick

Signori e Conti di Bentheim
- 1421-1454 Eberwin I von Götterswyk

Divisione del territorio tra i figli Arnoldo (Conte di Bentheim-Steinfurt) e Bernardo (Conte di Bentheim-Bentheim)
Signori di Bentheim-Bentheim
- 1454-1473 Bernardo
- 1473-1530 Eberwin, Statolder di Frisia

Sua figlia sposerà Arnoldo II di Bentheim-Steinfurt riportando in dote i territori alla casata
Signori di Bentheim-Steinfurt (1454-1495)
- 1454-1466 Arnoldo II
- 1466-1495 Eberwin II

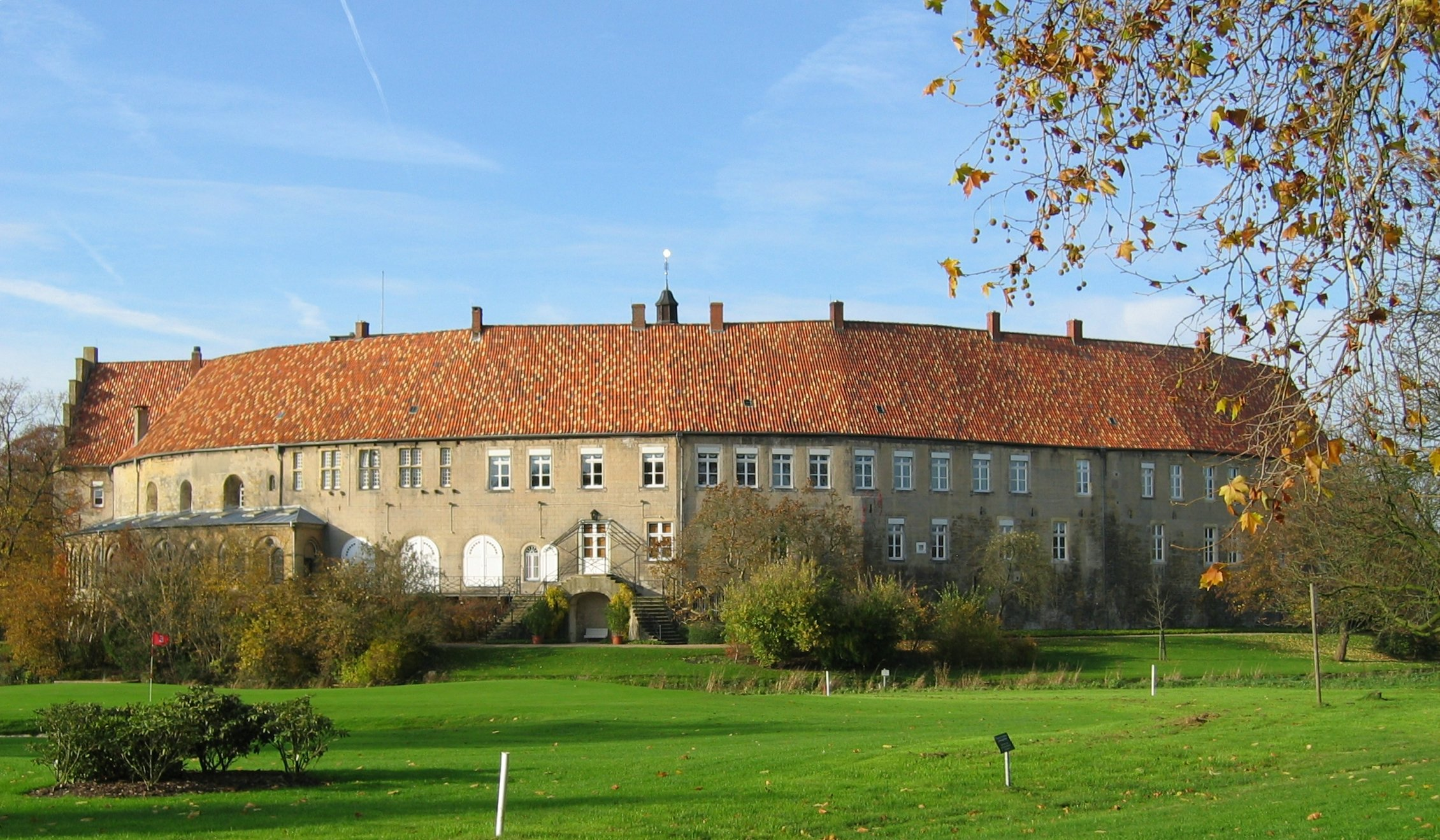
Castello di Steinfurt

Conti di Bentheim-Steinfurt (1495-1606)
- 1495-1498 Eberwin II
- 1498-1544 Arnold III, sposò la Contessa Maria di Bentheim-Bentheim
- 1544-1562 Eberwin III, sposò Anna, figlia del Conte di Tecklenburg
- 1562-1606 Arnoldo IV sposò Maddalena di Neuenahr, Signora di Hohenlimburg, Alpen, Lennep e Heppendorf.

Conti di Bentheim-Steinfurt (dal 1606)
- 1606-1643 Arnoldo Giobbe
- 1643-1693 Ernesto Guglielmo
- 1693-1713 Ernesto
- 1713-1733 Carlo Federico
- 1733-1780 Carlo Paolo Ernesto
- 1780-1817 Luigi Guglielmo

Principi di Bentheim-Steinfurt (dal 1606)
- 1817 Luigi Guglielmo
- 1817-1866 Alessio I
- 1866-1890 Luigi Guglielmo
- 1890-1918 Alessio II

Capi della casata di Bentheim-Steinfurt
- 1918-1919 Alessio II
- 1919-1961 Vittorio Adolfo
- dal 1961 Cristiano

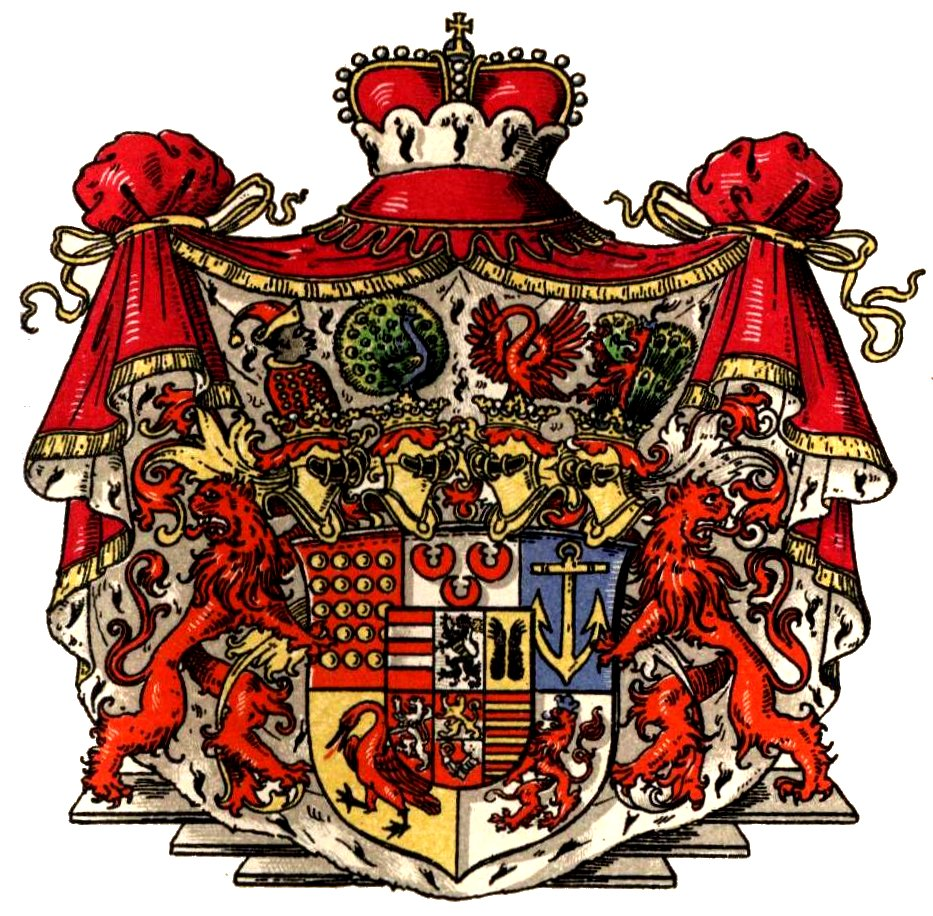
Stemma dei principi di Bentheim-Tecklenburg-Rheda

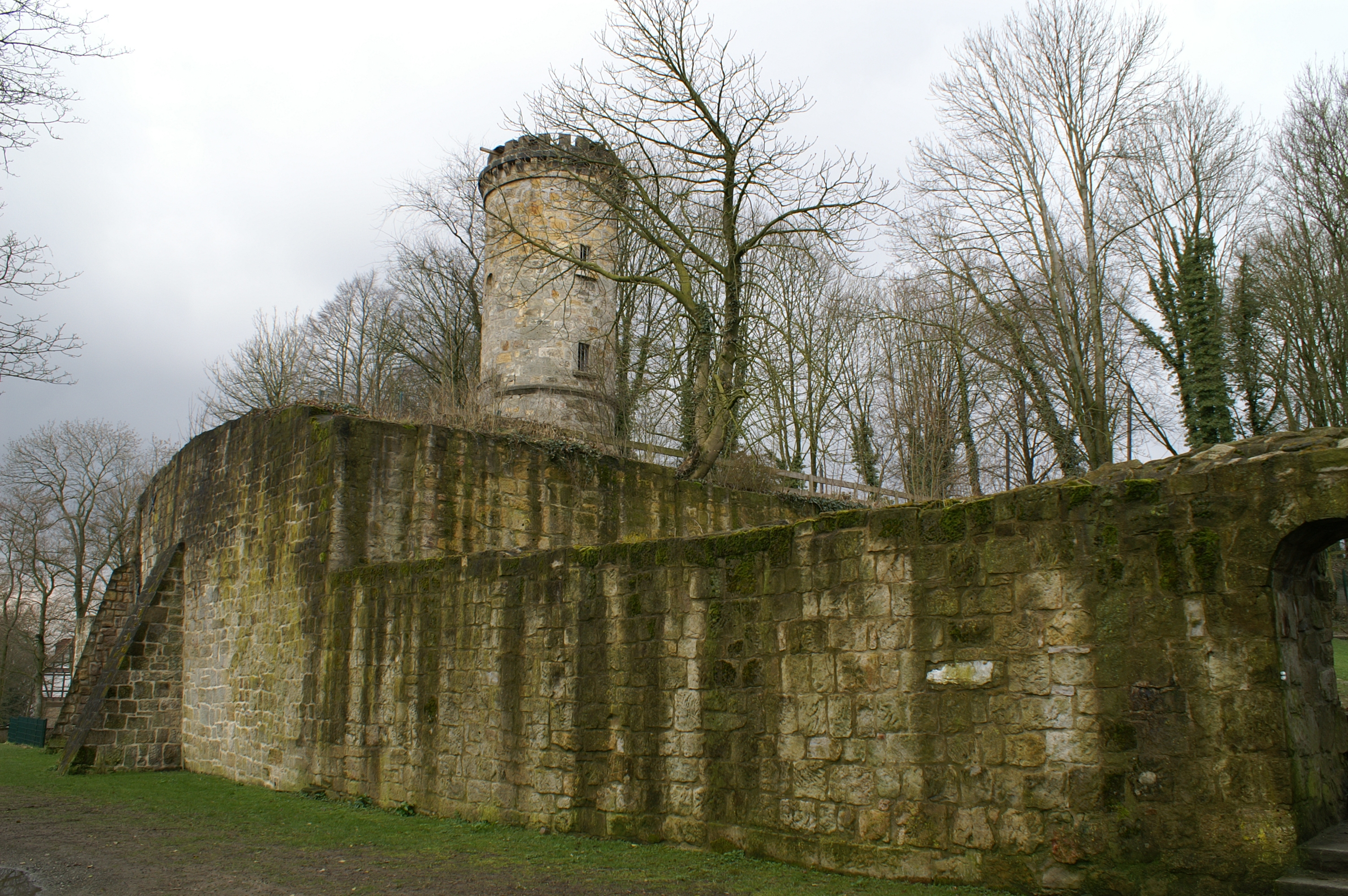
Castello di Tecklenburg

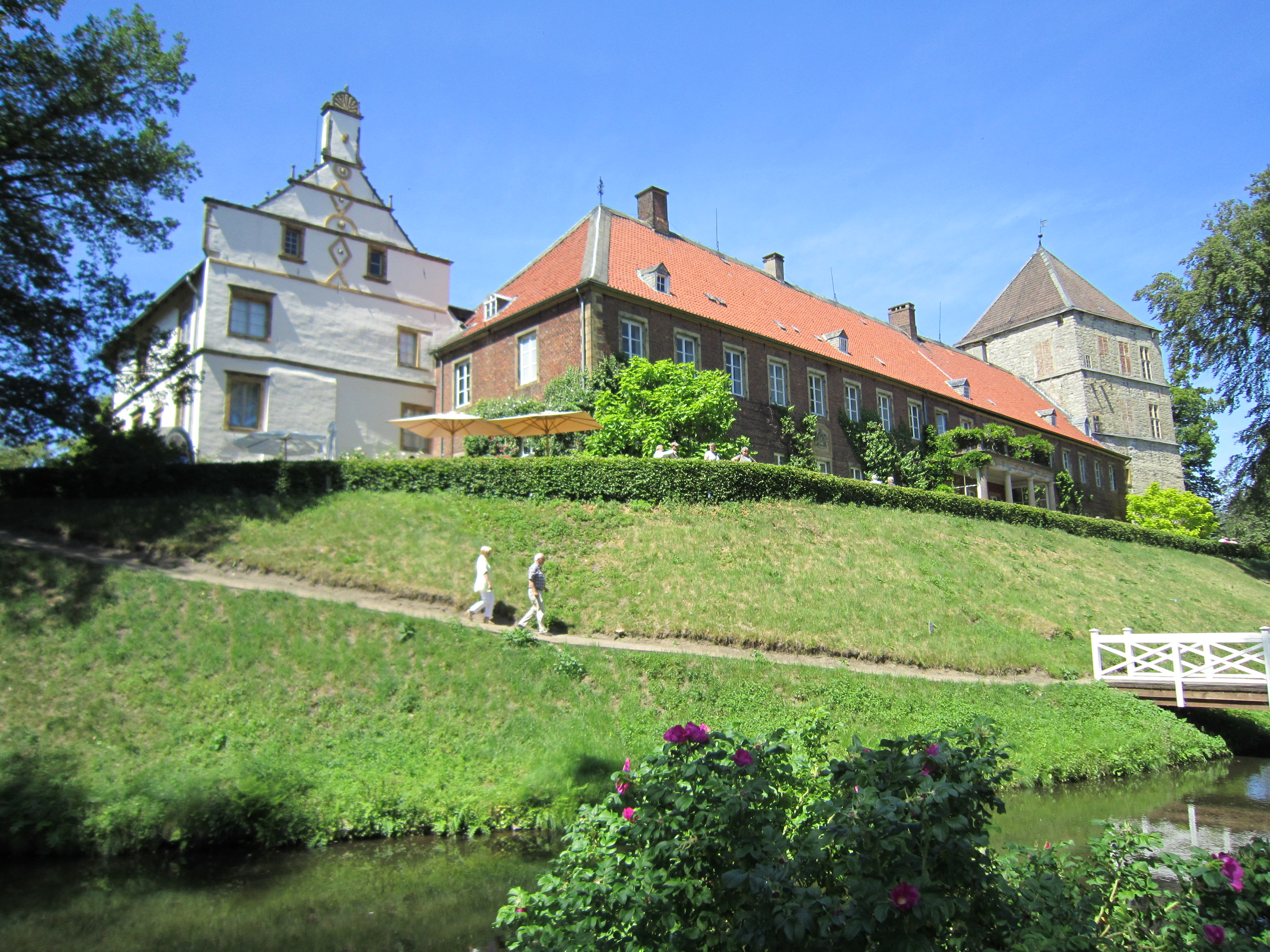
Castello di Rheda

Conti di Bentheim-Bentheim (dal 1693)
- 1693-1701 Arnoldo Maurizio Guglielmo
- 1701-1731 Ermanno Federico
- 1731-1753 Federico Carlo

1819 passa agli Hannover.
Conti di Bentheim-Tecklenburg
- 1606-1625 Adolfo
- 1625-1674 Maurizio
- 1674-1701 Giovanni Adolfo
- 1701-1710 Federico Maurizio
- 1710-1768 Maurizio Casimiro I
- 1768-1805 Maurizio Casimiro II
- 1805-1817 Emilio Federico

Principi di Bentheim-Tecklenburg-Rheda
- 1817-1837 Emilio Federico
- 1837-1872 Maurizio Casimiro I (III)
- 1872-1885 Francesco
- 1885-1909 Gustavo
- 1909-1918 Adolfo

Capi della casa di Bentheim-Tecklenburg-Rheda
- 1918-1967 Adolfo
- 1969- Maurizio Casimiro